# Мислав Матич
Мислав Матич (хорв. Mislav Matić; нар. 6 січня 2000, Синь, Хорватія) — хорватський футболіст, центральний захисник «Минаю».

## Клубна кар'єра
Народився в місті Синь, вихованець місцевого клубу «Юнак». З серпня 2017 по серпень 2018 року виступав за юніорську (U-19) команду «Рудеш». 17 серпня 2018 року підписав контракт з «Локомотивою». Виступав також за юніорську команду клубу. Вперше до заявки першої команди потрапив 26 травня 2019 року в програному (2:3) поєдинку 36-о туру Першої ліги Хорватії проти «Гориці». Мислав просидів увесь поєдинок на лаві запасних.
На початку серпня 2019 року відправився в оренду до «Рудеша». У складі нового клубу дебютував 18 серпня 2019 року в переможному (2:0) домашньому поєдинку 1-о туру Другої ліги Хорватії проти «Б'єло Брдо». Матич вийшов на поле в стартовому складі, а на 89-й хвилині його замінив Мате Томинац. У сезоні 2019/20 років зіграв 15 матчів у Другій лізі Хорватії. 30 червня 2020 року, по завершення терміну орендної угоди, повернувся до «Локомотиви».
21 серпня 2020 року підписав контракт з дебютантом УПЛ, ФК «Минай». Дебютував у новій команді 13 вересня 2020 року в переможному (1:0) домашньому поєдинку 2-го туру Прем'єр-ліги проти «Олександрії». Мислав вийшов на поле в стартовому складі та відіграв увесь матч. У складі «Миная» зіграв 24 матчі в чемпіонаті України та 1 — у національному кубку. У середині травня 2021 року, після вильоту команди до Першої ліги, залишив закарпатський клуб.

## Кар'єра в збірній
Вперше до заявки юнацької збірної Хорватії (U-19) потрапив 12 лютого 2019 року на товариський матч проти однолітків з Сербії, але просидів увесь матч на лаві запасних. Свій єдиний матч в юнацькій збірній Хорватії зіграв два дні по тому, 14 лютого 2019 року в поєдинку проти юнацької збірної Сербії (U-19). Мислав вийшов на поле в стартовому складі та відіграв увесь матч. Також тричі потрапляв до заявки юнацької збірної Хорватії (U-19) на поєдинки кваліфікації чемпіонату Європи (U-19) 2019 року.

## Титули і досягнення
- Володар Кубка Північної Македонії (1):

«Вардар»: 2024-25